# Ванчинець
Ванчи́нець —  село в Україні, у Ванчиковецькій сільській громаді Чернівецького району Чернівецької області.

## Географія
Село розташоване на лівому березі річки Прут. Через село проходить автошлях Н10 Чернівці-Кишинів.

## Історія
З 24 серпня 1991 року село входить до складу незалежної України.
17 липня 2020 року, в результаті адміністративно-територіальної реформи і ліквідації Новоселицького району, село увійшло до складу Чернівецького району.

## Населення
Населення за переписом 2001 року становило 246 осіб, переважно українці.

### Мова
Розподіл населення за рідною мовою за даними перепису 2001 року:
| Мова       | Відсоток |
| ---------- | -------- |
| українська | 66,67%   |
| румунська  | 29,27%   |
| російська  | 4,07%    |

## Релігія
В селі розміщена діюча церква Святого Михаїла.

## Відомі люди
У Ванчинцях народився Сабадаш Степан Олексійович — український композитор, диригент, музикант, хормейстер.